# Willi Reimann
Willi Reimann (* 24. Dezember 1949 in Schwagstorf (Fürstenau)) ist ein ehemaliger deutscher Fußballspieler und -trainer.

## Spielerkarriere

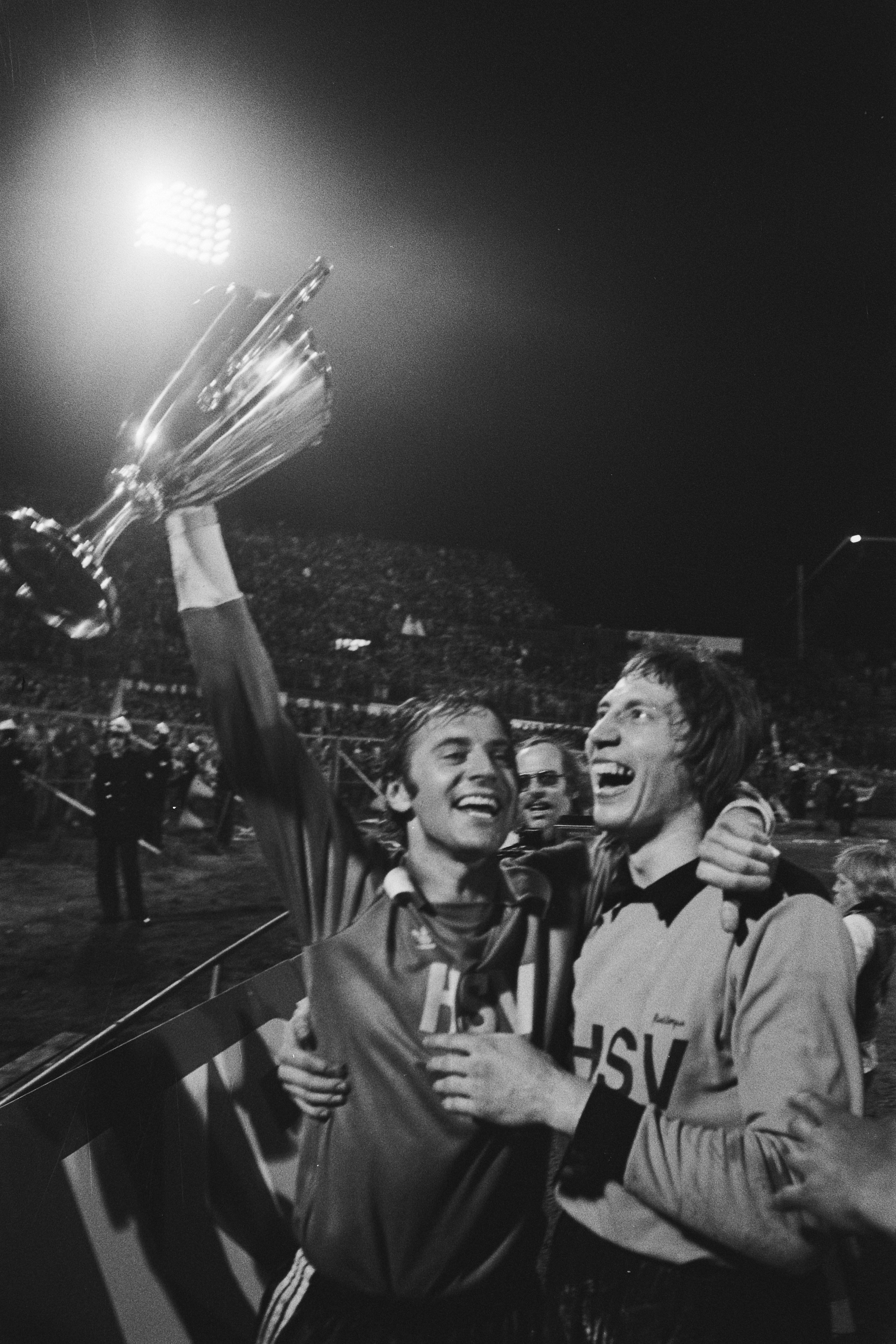
Willi Reimann (links) und Rudolf Kargus (rechts) mit dem Pokal nach dem Finalsieg gegen RSC Anderlecht im Europapokal der Pokalsieger, 11. Mai 1977

### Verein
Der Offensivspieler Reimann begann das Fußballspielen beim VfL Rheine. 1968 wechselte er zum TuS Bremerhaven 93, für den er bis 1970 in der Fußball-Regionalliga Nord in 51 Spielen 26 Tore schoss. In der Fußball-Bundesliga spielte er von 1970 bis 1974 für Hannover 96, wo er am 15. August 1970 in der höchsten deutschen Spielklasse debütierte. 1974 wechselte er für eine Ablösesumme von 700.000 DM zum Hamburger SV – zum damaligen Zeitpunkt die höchste Transferzahlung in der Vereinsgeschichte des Klubs. Mit dem Hamburger SV gewann er 1976 zunächst den DFB-Pokal und 1977 den Europapokal der Pokalsieger sowie zwei Jahre später mit dem von Branko Zebec trainierten Team die deutsche Meisterschaft. Als ihm schließlich die Stürmerkollegen Horst Hrubesch und Kevin Keegan immer öfter vorgezogen wurden, verließ er den Hamburger SV im Herbst 1981 und nahm ein lukratives Angebot der Calgary Boomers an, bei denen er am Jahresende seine Karriere beendete. Insgesamt bestritt er 287 Bundesligaspiele und schoss dabei 93 Tore. Zudem lief er in 38 Europacupspielen auf, in denen er zwölfmal ins gegnerische Tor traf. 1981 erzielte er in 17 NASL-Spielen für die Calgary Boomers weitere acht Treffer.

### Nationalmannschaft
Reimann bestritt zwischen 1971 und 1973 sieben Spiele in der deutschen U-23 Nationalmannschaft, in denen er fünf Tore erzielte. Dazu kommen noch zwei Länderspieltore bei zwei Einsätzen in der B-Nationalmannschaft.

## Trainerlaufbahn
Reimann begann seine Trainerkarriere 1982 bei Altona 93 in der Landesliga. Er führte die Mannschaft im Mai 1984 als Verbandsligist überraschend zum Gewinn des Hamburger Pokalwettbewerbs, im Endspiel schlug man den Oberligisten FC St. Pauli. In derselben Saison wurde Reimann mit Altona Verbandsliga-Vizemeister und stieg in die Oberliga auf. Ab 1986 war er beim FC St. Pauli tätig. Reimann wurde in der Trainingsarbeit als „harter Hund“ beschrieben. Reimann sagte 1987 über sich selbst, er „achte auf Disziplin, fordere Engagement und harte Arbeit, aber deswegen würde ich mich noch lange nicht als unmenschlich einstufen“. Er nannte Branko Zebec als ein Vorbild, betonte aber ebenfalls, in Bezug auf Organisation viel von seinem Amerika-Aufenthalt mitgenommen zu haben. Unter seiner Leitung wurde St. Pauli 1986/87 Zweitligadritter, der Bundesliga-Aufstieg wurde in der Relegation verfehlt. Im November 1987 wurde er vom Hamburger SV abgeworben, der sich zuvor von Josip Skoblar getrennt hatte. Erstmalig zahlte dabei ein Profifußballverein eine Ablöse für einen Trainer, in diesem Fall gleich 600.000 DM plus den Transfer des Spielers Jens Duve.
Er arbeitete bis Januar 1990 beim HSV, musste sich in seiner Amtszeit dreimal zeitweise (im November 1987 wegen einer Blinddarmoperation, in der Winterpause 88/89 wegen einer Windpockenerkrankung sowie ab Mitte April 1989 wegen einer Knieoperation) von seinem Assistenten Gerd-Volker Schock vertreten lassen. Von 1991 bis Anfang September 1993 war Reimann Trainer beim Oberligisten 1. SC Norderstedt, von 1994 bis 1995 beim SV Lurup, vom 23. Oktober 1995 bis zum 15. März 1998 beim VfL Wolfsburg und anschließend im Jahr 1998 beim 1. FC Nürnberg. Er verließ den 1. FC Nürnberg am 2. Dezember 1998 auf eigenen Wunsch, da seine Frau an Darmkrebs erkrankt war. Sie starb im Alter von 47 Jahren am 31. Dezember 1999 in Norderstedt.
Zwischen 1999 und 2000 trainierte er wiederum den FC St. Pauli und von 2002 bis 2004 Eintracht Frankfurt. Anschließend wechselte Reimann in der Saison 2005/06 zu Al-Shaab in die Vereinigten Arabischen Emirate. Von November 2006 bis März 2007 trainierte er schließlich Eintracht Braunschweig – seine letzte Station.
Höhepunkte seiner Trainerkarriere waren die beiden Aufstiege von der Zweiten in die 1. Bundesliga, mit dem VfL Wolfsburg (1997) und mit Eintracht Frankfurt (2003). Negativer Höhepunkt seiner Karriere war eine Tätlichkeit (Schubsen) gegenüber dem 4. Schiedsrichter Thorsten Schriever im Bundesligaspiel Borussia Dortmund gegen Eintracht Frankfurt in der Saison 2003/04, die ihm ein Innenraumverbot für fünf Spieltage und eine Geldstrafe von 25.000 € einbrachte. Es war die bis dahin höchste Bestrafung eines Trainers in der Geschichte des DFB. Reimann verbrachte die Heimspiele in einem Container, der zwecks Umbau für die WM 2006 auf der bis dahin noch nicht fertiggestellten Haupttribüne stand. Dies brachte ihm den Spitznamen Container-Willi ein.